# Laguna Trolope
Laguna Trolope är en sjö i Argentina.   Den ligger i provinsen Neuquén, i den sydvästra delen av landet, 1 200 km väster om huvudstaden Buenos Aires. Laguna Trolope ligger 1 571 meter över havet. Arean är 1,8 kvadratkilometer. Den sträcker sig 1,3 kilometer i nord-sydlig riktning, och 3,2 kilometer i öst-västlig riktning.
Omgivningarna runt Laguna Trolope är i huvudsak ett öppet busklandskap. Trakten runt Laguna Trolope är nära nog obefolkad, med mindre än två invånare per kvadratkilometer.